# Harold Becker
Harold Becker (Nueva York, 25 de septiembre de 1928) es un director y productor de cine estadounidense. 
Después de estudiar arte y fotografía en el Pratt Institute, Becker comenzó su carrera como fotógrafo, pero más tarde probó suerte como director de comerciales televisivos, cortometrajes y documentales. Estrenó su primer largometraje como director en 1972, The Ragman's Daughter, junto a Souter Harris.

## Filmografía
- The Ragman's Daughter (1972) (con Souter Harris)
- The Onion Field (1979)
- The Black Marble (1980)
- Taps (1981)
- Vision Quest (1985)
- The Boost (1988)
- Sea of Love (1989)
- Malice (director y productor) (1993)
- Bodily Harm (1993)
- City Hall (director y productor) (1996)
- Mercury Rising (1998)
- Solo (1999)
- Domestic Disturbance (director y productor) (2001)
- Rififi (2009) (remake de Rififi (1955))[3]